# تصادف (آلبوم چارلی ایکس‌سی‌ایکس)
تصادف (به انگلیسی: Crash) پنجمین آلبوم استودیویی خوانندهٔ بریتانیایی چارلی ایکس‌سی‌ایکس می‌باشد که در ۱۸ مارس سال ۲۰۲۲ منتشر شد. این اثر آخرین آلبومی بود که او تحت قرارداد خود با اسایلم رکوردز منتشر نمود. چارلی از نام آلبوم، تاریخ انتشار و جلد در ۴ نوامبر سال ۲۰۲۱ رونمایی کرد. وب‌سایت او به‌طور همزمان با اطلاعات تور آلبوم در سال ۲۰۲۲ به‌روز شد. تک‌آهنگ‌های «آدم خوبا»، «اشکال جدید» با حضور کریستین اند د کوئینز و کارولین پولاچک، «التماس برای تو» به‌همراهٔ رینا ساوایاما، «عزیزم»، «هر قانونی» و «قبلاً منو میشناختی» پیش از انتشار آلبوم منتشر شده بودند.
در حالی که آثار پیشین چارلی بیشتر هایپرپاپ و تجربی بودند، تصادف صدای دنس پاپ معمولی‌تری را ارائه می‌دهد و خود چارلی نیز این آلبوم را «فروش به ناشر بزرگ» خطاب کرده‌است. او برای اینکه نقشی طنزآمیز بازی کند خودش را «بیش‌ازحد جنسی نشان داد» و ترانه‌هایی که نویسنده‌ها برایش نوشته بودند را اجرا کرد و برای اولین بار در حرفهٔ خود از یک مدیر استعداد (ای‌اندآر) کمک گرفت. ترانه‌های این اثر عناصری از موسیقی پاپ دهه‌های ۸۰ و ۹۰ دارند و چارلی از جنت جکسون یکی از تأثیرات موسیقایی خود برای این آلبوم ذکر کرده است. فیلم دیوید کراننبرگ با نام مشابه که در سال ۱۹۹۶ منتشر شد الهام‌بخش مضامین زیبایی‌شناختی این اثر، از جمله اسم و طراحی روی جلدش، بوده است.
تصادف نقدهای عمدتاً مثبتی از منتقدان موسیقی دریافت کرد و تا زمان انتشار آلبوم بعدی وی تحت عنوان لوس موفق‌ترین آلبوم چارلی از لحاظ تجاری بود. این اثر در جدول‌های استرالیا، ایرلند و بریتانیا صدرنشین شد و همچنین اولین آلبوم چارلی بود که در نیوزیلند و ایالات متحده به جمع ده آلبوم برتر رسید.